# Kadaranahalli, Channagiri
Kadaranahalli là một làng thuộc tehsil Channagiri, huyện Davanagere, bang Karnataka, Ấn Độ.